# Medeea Marinescu

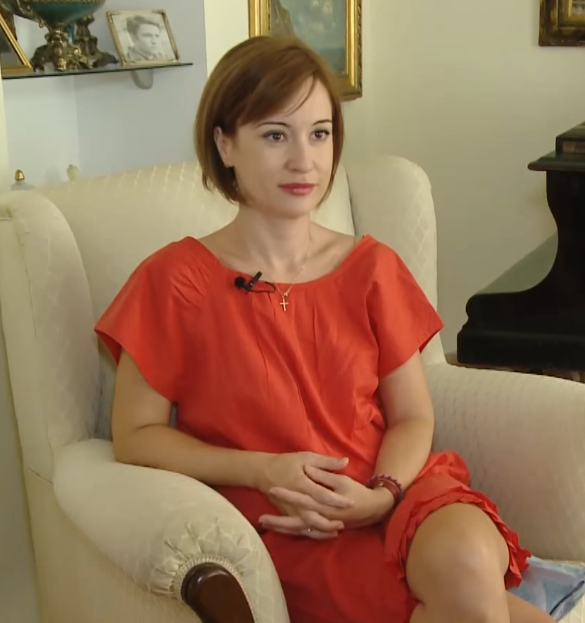
Medeea Marinescu

Medeea Marinescu (* 27. Mai 1974 in Bukarest) ist eine rumänische Theater- und Filmschauspielerin. 

## Biografie
Ihre Eltern waren ebenfalls im Bereich Film tätig: Ihr Vater, Ion Marinescu, war Kameramann, und ihre Mutter arbeitete als Maskenbildnerin im Kino. Marinescu debütierte bereits im Alter von drei Jahren im Film Iarna bobocilor (1977) des Regisseurs Mircea Moldovan. Bekannt wurde sie jedoch durch ihre Hauptrolle als Mirabela in dem Fantasy-Film Maria Mirabela (1981) von Ion Popescu Gopo und Natalia Bodiul, der ihren Durchbruch in der Filmwelt markierte. 1996 schloss sie ihr Studium an der Nationaluniversität der Theater- und Filmkunst „Ion Luca Caragiale“ in der Klasse von Florin Zamfirescu ab. Seitdem spielte sie in zahlreichen Filmen mit und gastierte in der Spielzeit 2009/2010 im Nationaltheater Bukarest.

## Filmografie (Auswahl)
- 1977: Iarna bobocilor
- 1981: Maria Mirabela
- 1981: Saltimbancii
- 2001: Une femme piégée
- 2005: Je vous trouve très beau (Sie sind ein schöner Mann)
- 2008: Weekend cu mama
- 2010: Donnant donnant
- 2016: 03. ByPass
- 2019: Zavera
- 2020: Bani Negri

## Theater (Auswahl)
Medeea Marinescu hat auf zahlreichen rumänischen und internationalen Theaterbühnen gespielt, unter anderem am Odeon-Theater, am Casandra-Theater und am Nationaltheater Bukarest. Zu ihren Rollen gehören Lise Paquette in Les Belles-Sœurs von Michel Tremblay, Gloria in The Tiger von Murray Schisgal und Lucietta in Viel Lärm in Chiozza von Carlo Goldoni.

## Auszeichnungen
2004: Kultur-Verdienst-Orden im Rang eines Ritters, Kategorie D – „Darstellende Kunst“ 